# SDSS J103321.92+400549.5
| SDSS J103321.92+400549.5                                | SDSS J103321.92+400549.5 |
| ------------------------------------------------------- | ------------------------ |
| Beobachtungsdaten Äquinoktium: J2000.0, Epoche: J2000.0 |                          |
| Sternbild                                               | Ursa Major               |
| Rektaszension                                           | 10h 33m 21,9s            |
| Deklination                                             | +40° 05′ 50″             |
| Scheinbare Helligkeit (J-Band)                          | ca. 16,7 mag             |
| Spektralklasse                                          | L6.0±0.5                 |
| Katalogbezeichnungen                                    |                          |
| 2MASS J10332186+4005499                                 |                          |

SDSS J103321.92+400549.5 (auch kurz SDSS J1033+4005) ist ein L-Zwerg im Sternbild Ursa Major. Das Objekt wurde in einer im Jahr 2006 veröffentlichten Untersuchung von Chiu et al. als L-Zwerg identifiziert, wobei Bilddaten des Sloan Digital Sky Survey (SDSS) analysiert wurden. Es handelt sich um einen ungewöhnlich blauen Zwerg, welcher der Spektralklasse L6 zugeordnet wurde. Sein Spektrum zeigt starke Absorptionsbanden von H2O und FeH.